# EuroVelo 3
L'EuroVelo 3 (EV 3), également dénommée « Véloroute des pèlerins » ou « Scandibérique » dans sa partie française, est une véloroute EuroVelo faisant partie d’un programme d’aménagement de voie cyclable à l’échelle européenne. Longue de 5 300 km, elle relie Trondheim à Saint-Jacques-de-Compostelle. L’itinéraire traverse ainsi l'Europe du Nord au sud-ouest en passant successivement par sept pays, la Norvège, la Suède, le Danemark, l'Allemagne, la Belgique, la France et l'Espagne.

## Promotion
La promotion du parcours continu de qualité est assurée en France par l'association CyclotransEurope ainsi que les nombreux partenaires de l'itinéraire officiel qui assurent son développement constant.

## Itinéraire
L'EuroVelo 3, qui emprunte les chemins de Compostelle, comporte huit étapes officielles :
- Chemins de saint Olav ( Norvège,  Suède), en référence à la bataille de Stiklestad.
- Chemin des Bœufs ( Danemark,  Allemagne), de Frederikshavn à Hambourg.
- Jakobswege Allemands ( Allemagne), de Hambourg à Aix-la-Chapelle.
- Via Mosana ( Belgique), de Aix-la-Chapelle à Namur.
- Via Monastica et Thiérache ( Belgique,  France), de Namur à Tergnier.
- Chemin d'Estelle ( France), de Tergnier à Paris.
- Via Turonensis ( France), de Paris à Saint-Jean-Pied-de-Port.
- Camino Francés ( Espagne), de Saint-Jean-Pied-de-Port à Saint-Jacques-de-Compostelle.

Les principales villes traversées par pays sont :
| Pays      | Principales villes traversées (intersection avec les autres EuroVelo)                                                                             |
| --------- | --- |
| Norvège   | Trondheim (EV 1), Røros, Lillehammer, Oslo |
| Suède     | Göteborg (EV 12) |
| Danemark  | Frederikshavn (EV 12), Aalborg, Viborg, Padborg (EV 10)                                                                                           |
| Allemagne | Flensbourg (EV 10), Hambourg (EV 12), Brême, Münster (EV 2), Düsseldorf (EV 4, EV 15), Cologne (EV 4, EV 15), Bonn (EV 4, EV 15), Aix-la-Chapelle |
| Belgique  | Liège, Namur (EV 5, EV 19), Charleroi |
| France    | Maubeuge, Compiègne, Paris, Orléans (EV 6), Tours (EV 6), Angoulême, Bordeaux, Mont-de-Marsan                                                     |
| Espagne   | Pampelune (EV 1), Burgos (EV 1), León, Saint-Jacques-de-Compostelle                                                                               |

### Norvège
En Norvège, l'EV 3 suit la piste cyclable nationale norvégienne no 7, de Trondheim à Lillehammer et d'Oslo à Moss. De Moss, l'EV 3 suit la piste cyclable nationale norvégienne no 1, en tronc commun avec l'EV 12, via Fredrikstad et Sarpsborg jusqu'à la frontière suédoise à Halden.
En 2020, l'itinéraire est entièrement ouvert et balisé.

### Suède
En Suède, la courte section d'environ 250 km de la véloroute est en tronc commun avec l'EV 12 et suit la piste cyclable de Cykelspåret på Västkusten. Sur l'itinéraire, se trouvent les gravures rupestres de Tanum et la station balnéaire de Fjällbacka.
En 2020, l'itinéraire est entièrement ouvert et balisé.

### Danemark
L'EV 3 emprunte l'itinéraire de la piste cyclable de l'Ancienne Route (Hærvejen en danois) longue de 450 km et no 3 du réseau cyclable national danois. Du port de Frederikshavn, la véloroute traverse le pays du nord au sud via les villes de Aalborg, Hobro, Viborg, les Pierres de Jelling, Vejen, Vojens, et Padborg jusqu'à Kruså à la frontière avec l'Allemagne.
En 2020, l'itinéraire est entièrement ouvert et balisé.

### Allemagne
La véloroute suit les itinéraires de pèlerinages historiques allemands, les Jakobsweg. Elle emprunte la Via Baltica de Hambourg jusqu'à Osnabrück.
Depuis la frontière danoise à Flensbourg, l'EV 3 traverse Schleswig, Rendsburg, Hohenwestedt, Itzehoe, Elmshorn et Hambourg.

À partir de Hambourg, elle fait tronc commun sur la quasi-totalité de son parcours avec la D-Route 7 du réseau cyclable allemand, jusqu'à Aix-la-Chapelle. Elle passe par les villes de Zeven, Brême, Osnabrück, Münster, Haltern, Dorsten et Wesel. Elle fait tronc commun avec l'EV 4 et 15, le long du Rhin de Wesel à Bonn, en passant par Rheinberg, Duisbourg, Düsseldorf et Cologne. Enfin elle rejoint Aix-la-Chapelle de Bonn via Euskirchen.

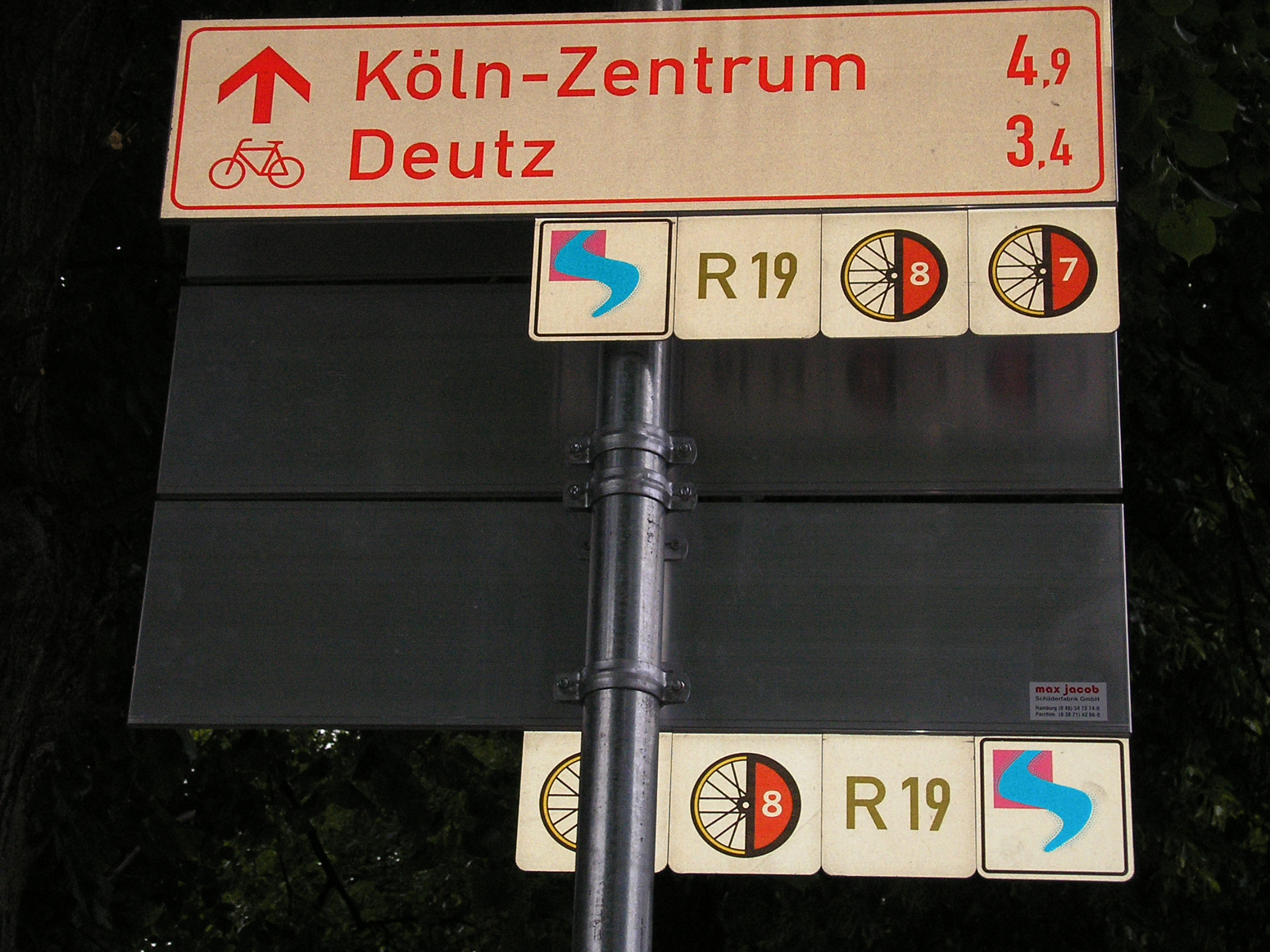
Balisage sur la D-Route 7 à Cologne

### Belgique
La section belge utilise le réseau RAVeL et fait tronc commun avec l'EV 19 de Liège à Namur. En sept étapes, l'EV 3 démarre d'Aix-la-Chapelle en passant par Liège, Huy, Andenne, Namur, Sambreville, Charleroi, Thuin and Erquelinnes.

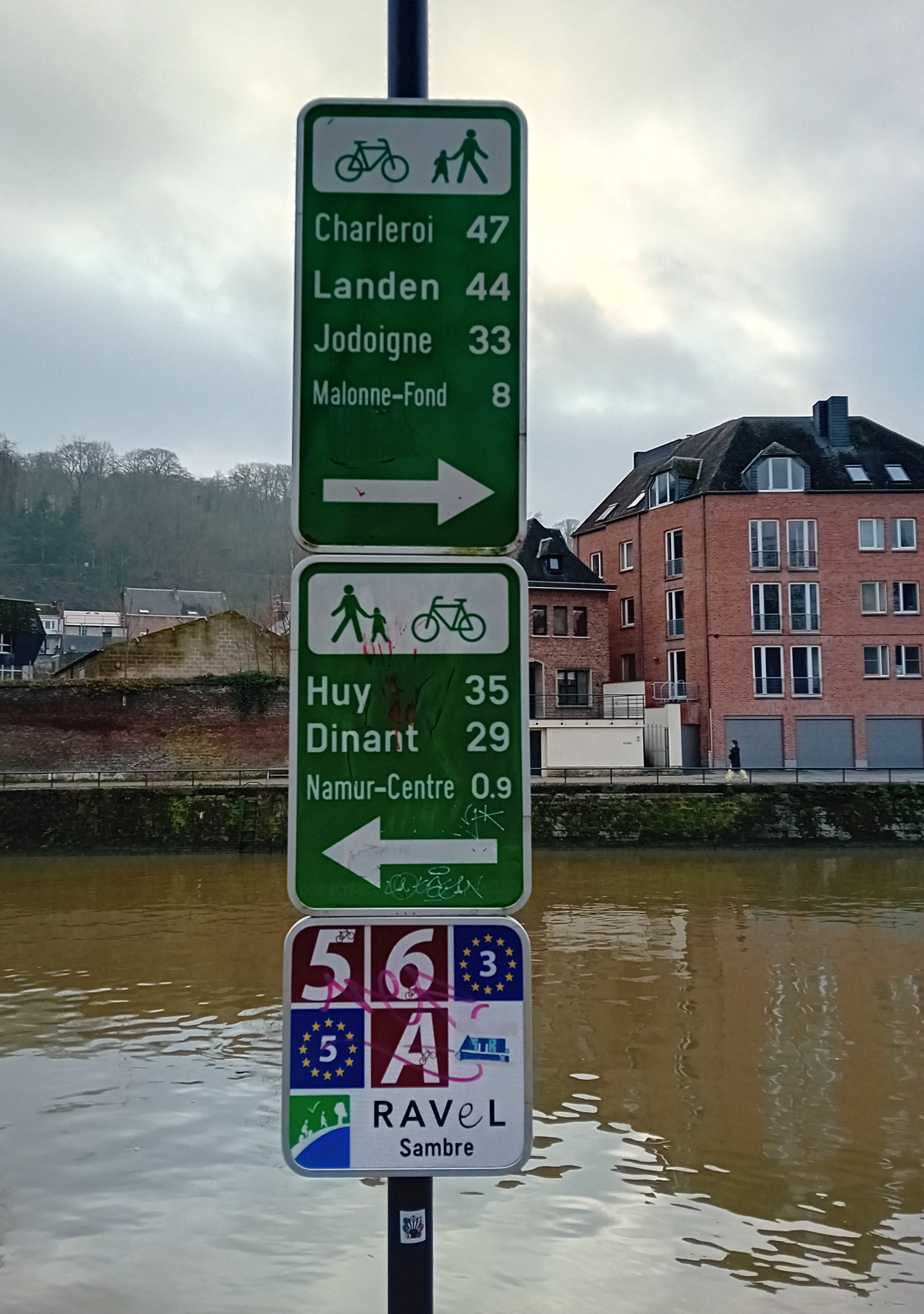
Panneaux de signalisation du réseau RAVeL, au quai des Joghiers, Namur.
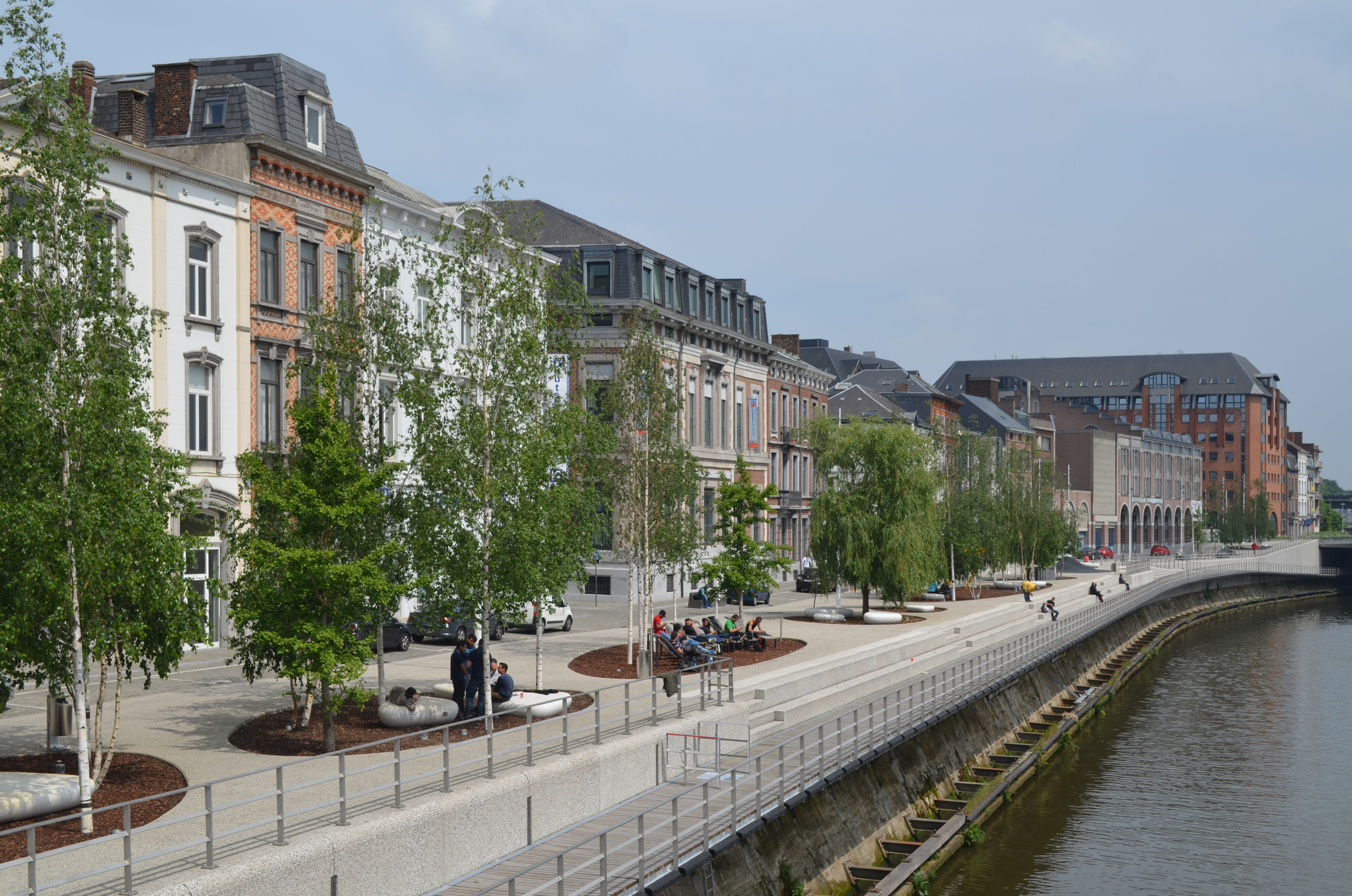
Quai Arthur Rimbaud à Charleroi. Étape 6 du RAVeL-Sambre (de Charleroi à Thuin, en Belgique).
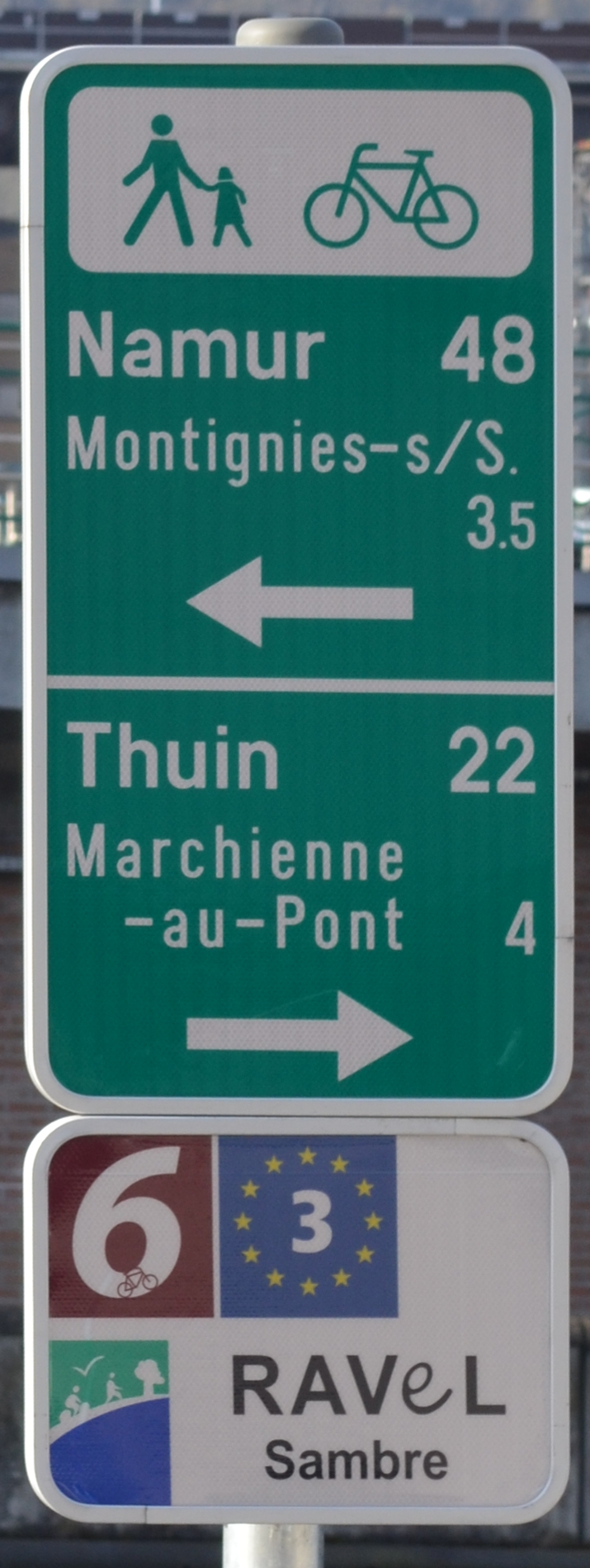
Panneaux de signalisation du réseau RAVeL au quai Arthur Rimbaud.

### France
La partie française de l'EV 3, dénommée La Scandibérique a été inaugurée en juin 2018 et est longue de 1 776 km. Elle relie Maubeuge dans le Nord à Roncevaux dans les Pyrénées-Atlantiques, en traversant 18 départements et quatre régions.
La promotion du projet en France est assuré par l'association CyclotransEurope.
Début 2012, la partie nord du tronçon français, longue de 534 km, est entièrement approuvée : 134 km sont réalisés et 300 km sont alors engagés. Pour deux sections le long du canal d'Orléans (80 km) et le long de l'Oise, aucun chantier n'était encore planifié. Sur la partie sud longue de 926 km, l'itinéraire n'est pas complètement défini fin 2012, en particulier à la frontière avec l'Espagne. Des voies en site propre existent déjà sur 221 km, notamment le long du canal latéral à la Garonne et 129 km sont engagés. Le reste du parcours doit se faire essentiellement en empruntant des routes à faible circulation (véloroutes).
En 2020, le parcours est balisé sur 95 % et à 39 % en voie verte (site propre). Les étapes suivantes ont été définies par l'AF3V.

#### Hauts-de-France
L'EuroVelo 3 traverse la région des Hauts-de-France sur plus de 277 km par axe nord-ouest - sud-ouest.
À partir de Jeumont, l'EV 3 longe la Sambre par la voie verte de la Sambre, jusqu'à Maubeuge, puis elle emprunte la Voie verte de l'Avesnois, aménagée en 2007, sur l'ancienne ligne de chemin de fer de Maubeuge à Fourmies jusqu'à Glageon. De Glageon à Hirson, il faut traverser Fourmies, Anor et Mondrepuis.
Ensuite l'EV 3 longe l'Oise et emprunte l'axe vert de la Thiérache puis le canal de la Sambre à l'Oise entre Ribemont jusqu'à Abbécourt via Tergnier. Entre ces deux dernières communes, la véloroute emprunte la véloroute de la Somme à la Marne (V30 du schéma national). De Abbécourt, la véloroute emprunte le chemin de halage du canal latéral à l'Oise jusqu'à Sempigny, puis le parcours de la Trans'Oise jusqu'à Compiègne. Elle longe encore une fois l'Oise de Compiègne à Senlis, puis traverse la forêt d'Ermenonville jusqu'à Ver-sur-Launette, dernière commune avant l'Île-de-France.

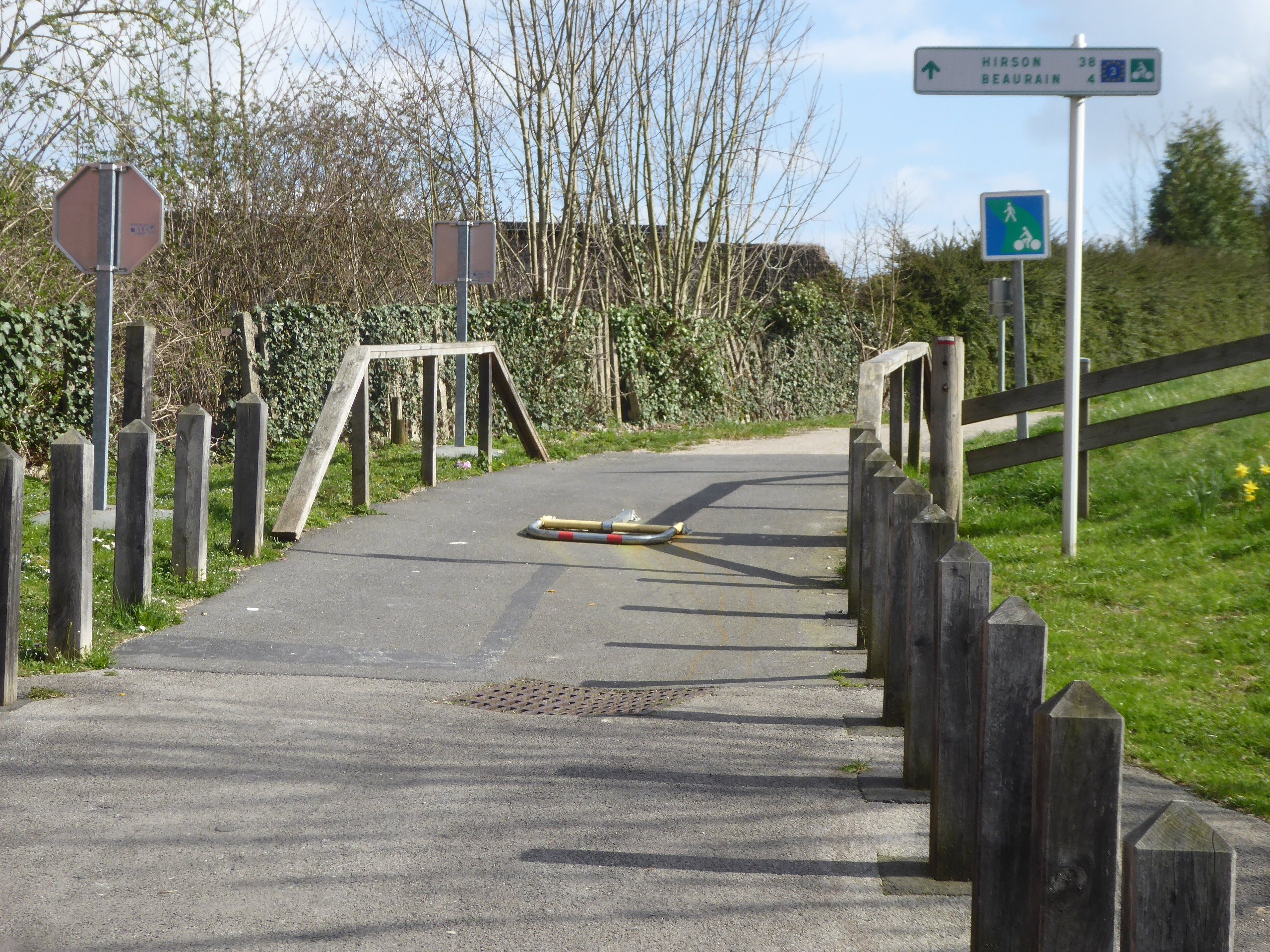
l'EV 3 à Guise
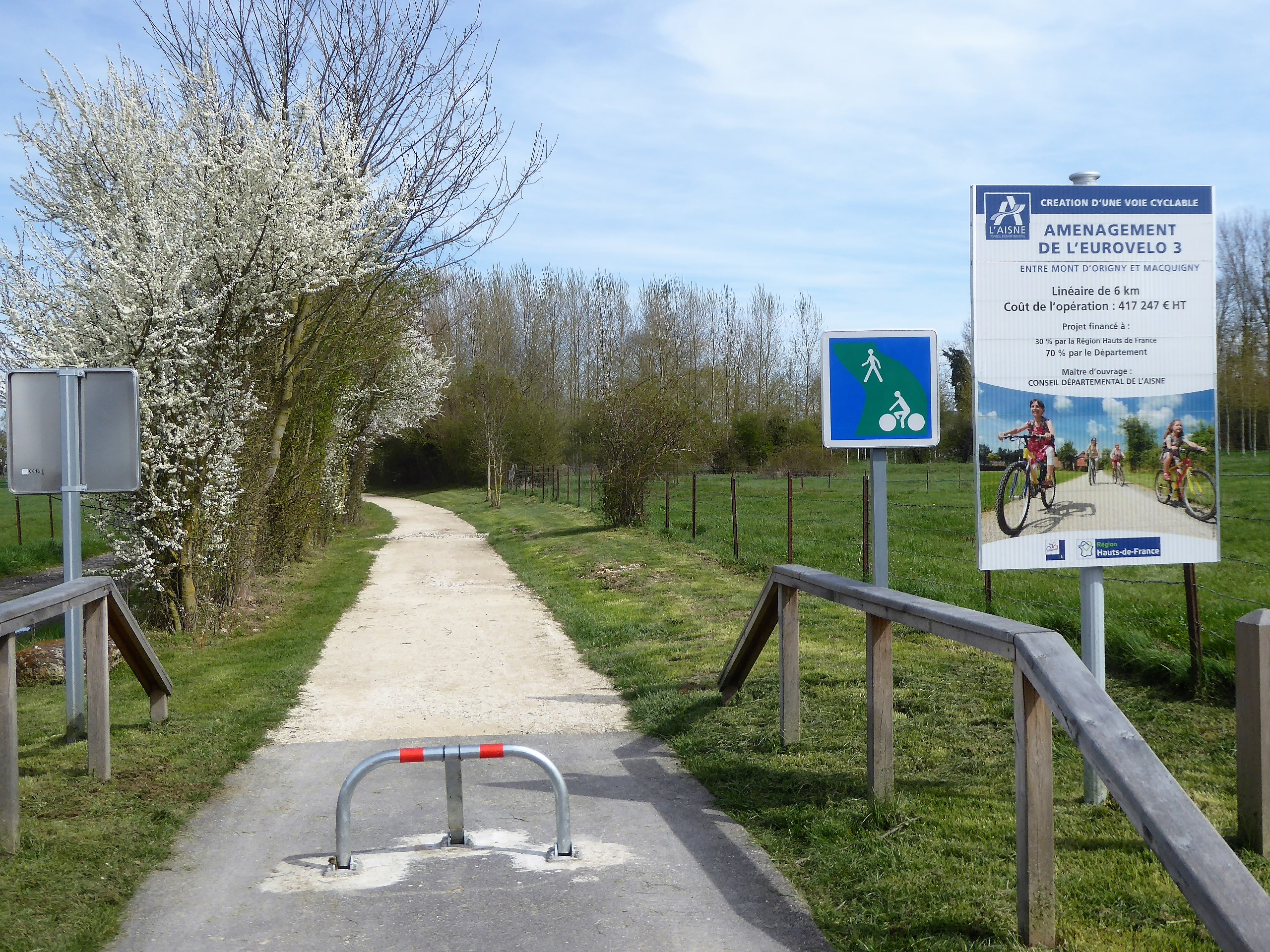
L'EV 3 à Origny
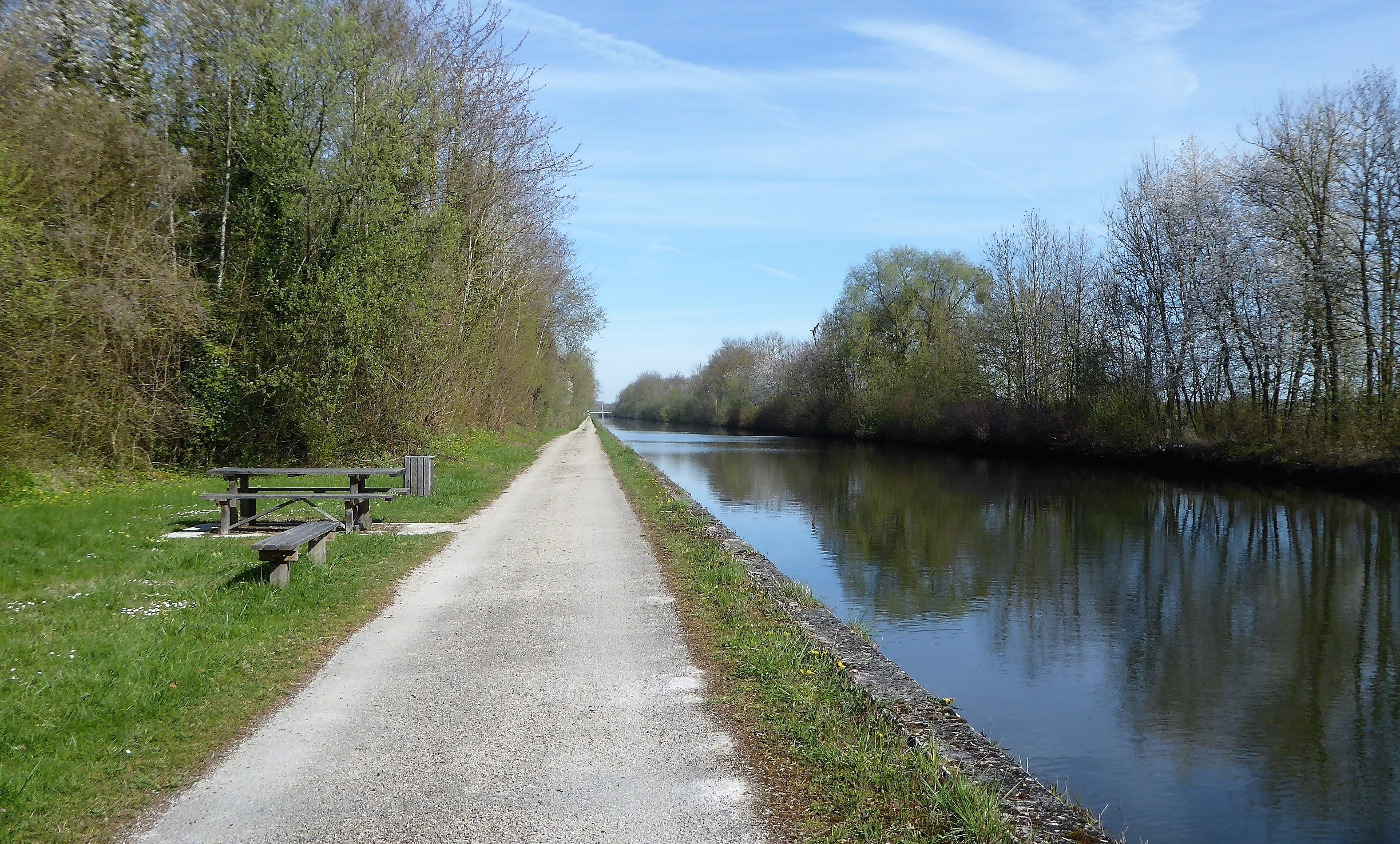
Chemin de halage du canal de la Sambre à l'Oise

| Tronçon                               | Coordonnées départ          | Distance (km) | Type de voie  | Revêtement         |
| ------------------------------------- | --------------------------- | ------------- | ------------- | ------------------ |
| Jeumont - Maubeuge                    | 50° 18′ 07″ N, 4° 06′ 47″ E | 13,5          | Voie verte    | Béton de ciment    |
| Maubeuge - Glageon                    | 50° 16′ 35″ N, 3° 58′ 24″ E | 34            | Voie verte    | Stabilisé          |
| Glageon - Hirson                      | 50° 03′ 27″ N, 4° 04′ 58″ E | 27            | Voie verte    | Enduit gravillonné |
| Hirson - Guise                        | 49° 54′ 35″ N, 4° 03′ 49″ E | 39            | Voie verte    | Enduit gravillonné |
| Guise - Ribemont                      | 49° 53′ 42″ N, 3° 37′ 36″ E | 25            | Voie verte    | Enrobé - Stabilisé |
| Ribemont - Tergnier                   | 49° 48′ 30″ N, 3° 27′ 16″ E | 25,3          | Voie verte    | Enduit gravillonné |
| Tergnier - Abbécourt                  | 49° 39′ 24″ N, 3° 18′ 08″ E | 11,8          | Voie verte    | Enduit gravillonné |
| Abbécourt - Sempigny                  | 49° 35′ 28″ N, 3° 11′ 08″ E | 14,9          | Voie verte    | Enrobé             |
| Sempigny - Compiègne                  | 49° 33′ 46″ N, 2° 59′ 27″ E | 26,9          | Voie partagée | Enrobé             |
| Compiègne - Lacroix-St-Ouen           | 49° 25′ 11″ N, 2° 49′ 26″ E | 9,3           | Voie verte    | Enrobé             |
| Lacroix-St-Ouen - Pont-Sainte-Maxence | 49° 21′ 10″ N, 2° 46′ 03″ E | 19,8          | Voie verte    | Enrobé             |
| Pont-Sainte-Maxence - Senlis          | 49° 18′ 27″ N, 2° 36′ 11″ E | 15,7          | Voie partagée | Enrobé             |
| Senlis - Ver-sur-Launette             | 49° 12′ 25″ N, 2° 35′ 31″ E | 15            | Voie partagée | Enrobé             |

#### Île-de-France
La section francilienne de l'EuroVelo 3 s'étend sur plus de 200 km. Depuis Ver-sur-Launette, la voie continue vers Claye-Souilly, en passant à l'est de l'aéroport de Paris-Charles-de-Gaulle, et continue jusqu'à Paris par la voie verte du canal de l'Ourcq, en tronc commun avec la V52 (Paris-Strasbourg). Une fois les derniers travaux achevés à hauteur de Pantin en 2019, la voie a été mise entièrement en site propre sur cette section.
L'entrée dans la capitale française se fait au niveau de la Porte de Pantin. La véloroute longe alors le bassin de la Villette jusqu'à la Place de la Bataille-de-Stalingrad, puis emprunte le Quai de Valmy, le long du canal Saint-Martin jusqu'au parvis de la cathédrale Notre-Dame de Paris. Ensuite elle longe la Seine en rive droite par la voie Georges-Pompidou, en tronc commun avec la véloroute La Seine à vélo (V33), jusqu'à la confluence avec la Marne, pour passer rive gauche en direction de Choisy-le-Roi et Villeneuve-Saint-Georges. L'EV 3 bascule en rive droite avant l’île de loisirs du Port-aux-Cerises, puis en rive gauche à Juvisy-sur-Orge jusqu'à Corbeil-Essonnes.
La véloroute longe toujours la Seine par Melun, puis en frange est de la forêt de Fontainebleau, passe dans l'île de loisirs de Bois-le-Roi pour atteindre Champagne-sur-Seine. À partir de Saint-Mammès, l'itinéraire emprunte le chemin de halage du canal du Loing jusqu'à Châlette-sur-Loing en passant par Nemours. Le passage en région Centre-Val de Loire se fait au Pont de Dordives à Château-Landon.

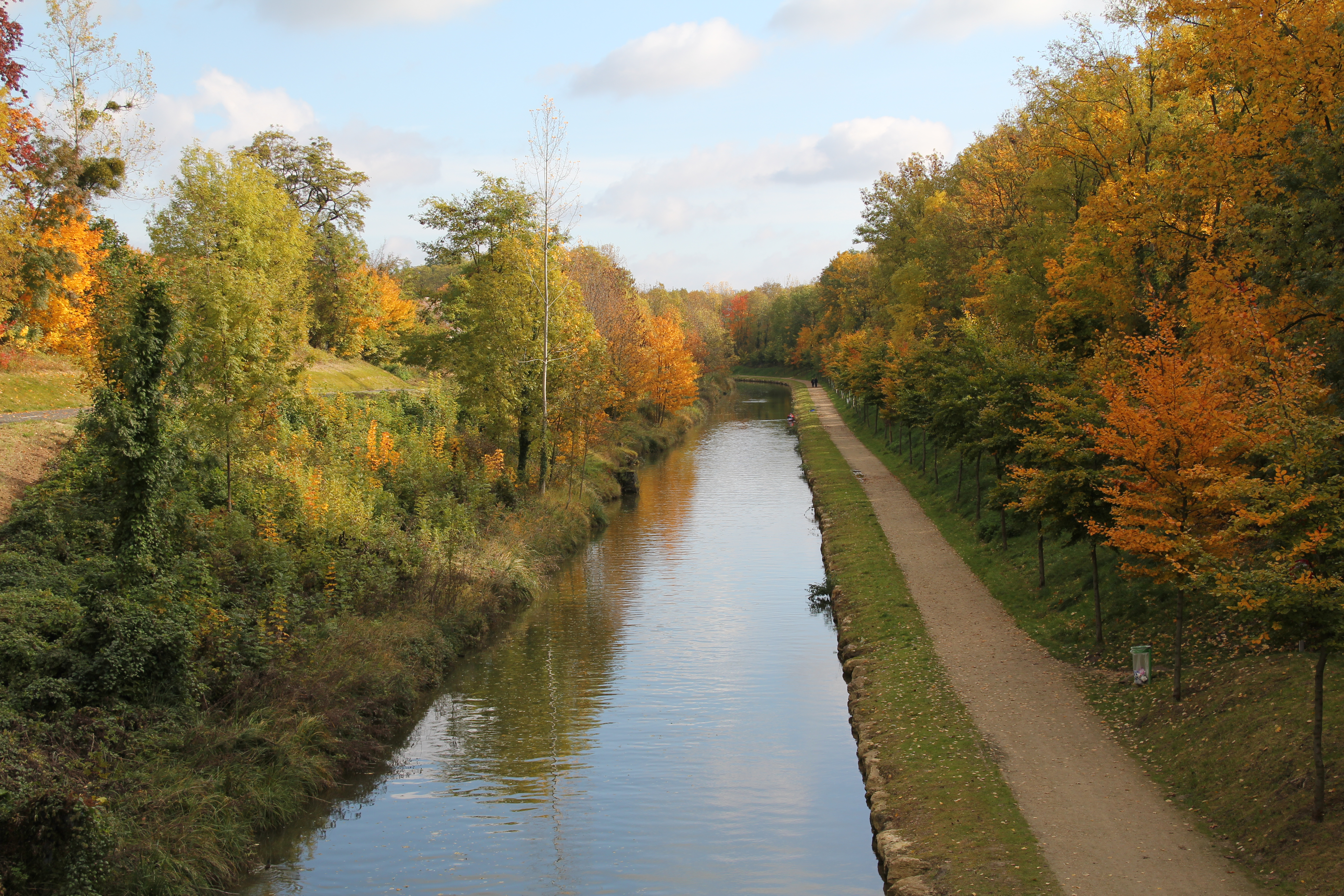
L'EuroVelo 3 à Villeparisis le long du canal de l'Ourcq.
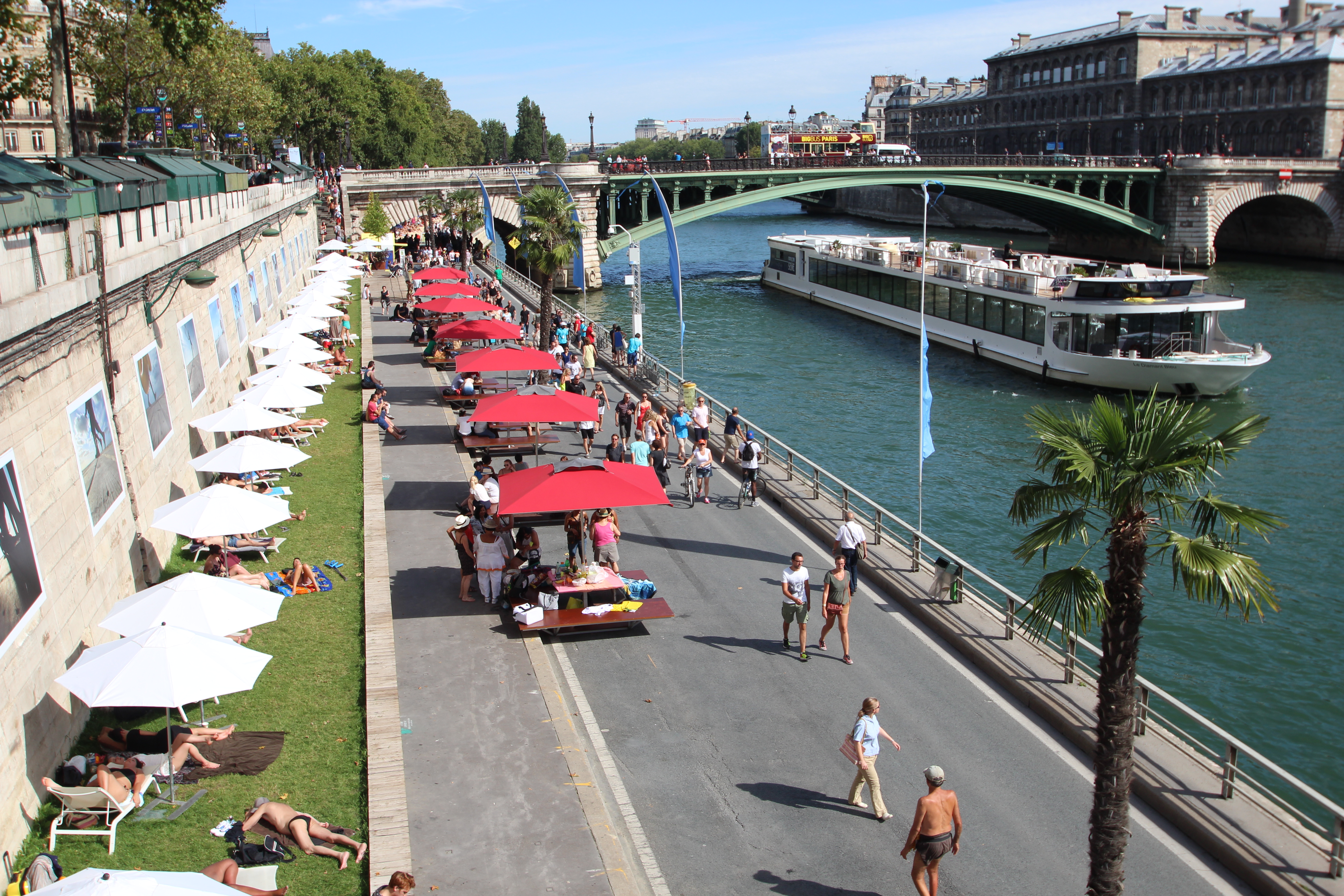
La voie Georges-Pompidou
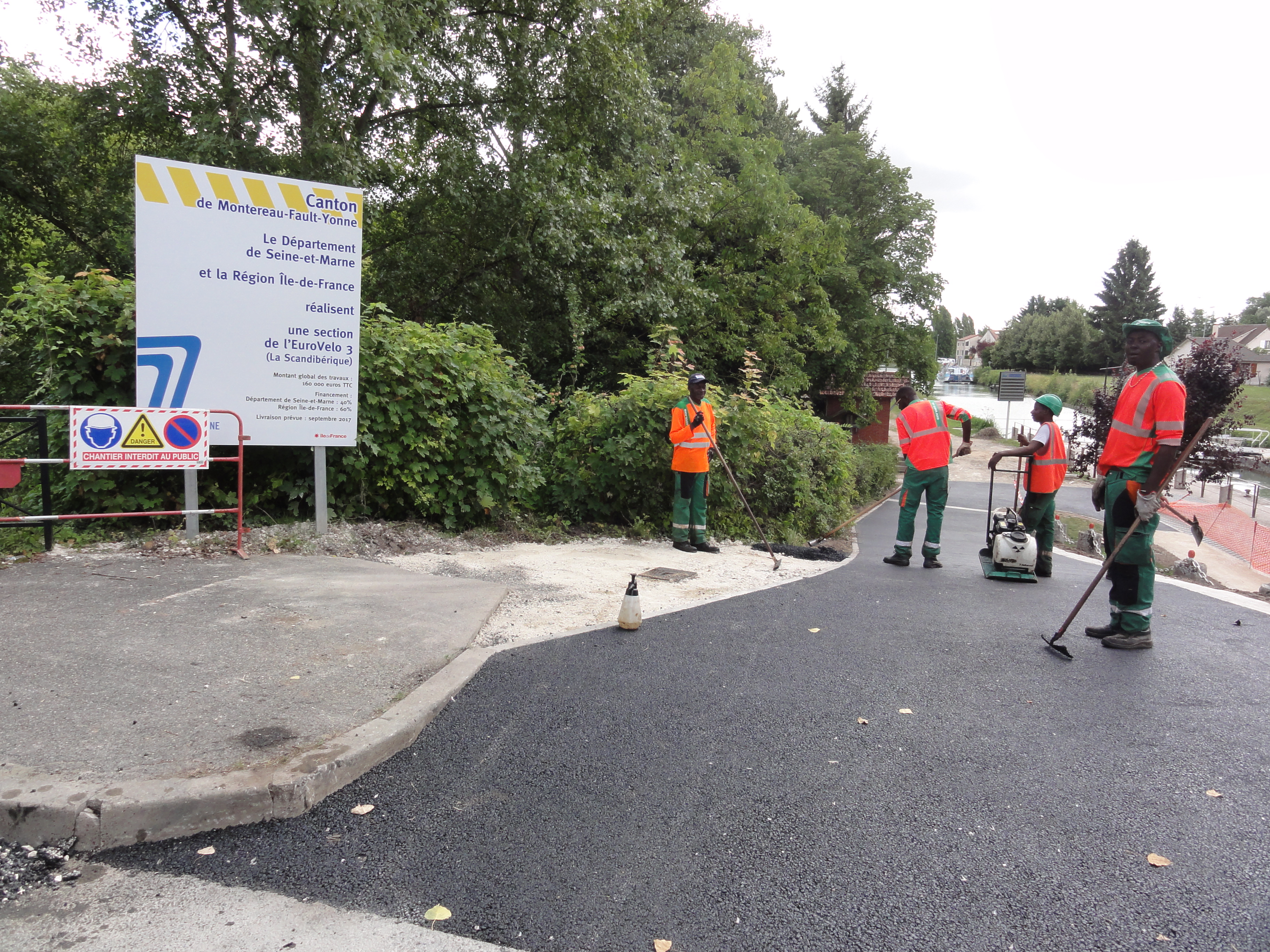
L'EuroVelo 3 en construction à Moret-sur-Loing en août 2017

| Tronçon                                | Coordonnées départ          | Distance (km) | Type de voie  | Revêtement         |
| -------------------------------------- | --------------------------- | ------------- | ------------- | ------------------ |
| Ver-sur-Launette - Claye-Souilly       | 49° 06′ 57″ N, 2° 41′ 08″ E | 25,8          | Voie verte    | Stabilisé          |
| Claye-Souilly - Paris (Notre-Dame)     | 48° 57′ 24″ N, 2° 39′ 56″ E | 29,1          | Voie verte    | Enrobé             |
| Paris (Notre-Dame) - Corbeil-Essonnes  | 48° 51′ 20″ N, 2° 21′ 04″ E | 42,5          | Voie verte    | Enrobé             |
| Corbeil-Essonnes - Champagne-sur-Seine | 48° 36′ 50″ N, 2° 29′ 07″ E | 54,3          | Voie partagée | Enrobé - Stabilisé |
| Champagne-sur-Seine - Nemours          | 48° 23′ 26″ N, 2° 48′ 23″ E | 20,7          | Voie verte    | Stabilisé          |
| Nemours - Châlette-sur-Loing           | 48° 15′ 46″ N, 2° 41′ 40″ E | 29,4          | Voie verte    | Mixte              |

#### Centre-Val de Loire
En région Centre-Val de Loire, sur plus de 370 km, l'EV 3 débute à Châlette-sur-Loing et emprunte le chemin de halage du canal de Briare jusqu'à Briare par Montargis et Chatillon-Coligny, ou celui du canal d'Orléans,  plus direct jusqu'à Orléans, le long duquel une voie verte est ouverte en mai 2025, en passant par Vitry-aux-Loges jusqu'à Orléans. Elle est en tronc commun avec la véloroute Méridienne à Vélo (V48 du schéma national).
À Briare (variante par le canal de Briare) ou Orléans (parcours plus direct par le canal d'Orléans), l'itinéraire rejoint celui de l'EuroVelo 6 et de la Loire à Vélo, qu'elle ne quittera qu'à Tours, après 229 km en commun (variante par le canal de Briare) ou 138 km en passant par le canal d'Orléans. Elle traverse les villes de Gien, Sully-sur-Loire, Châteauneuf-sur-Loire (parcours par le canal de  Briare), Orléans (par le pont René Thinat, le Quai du Châtelet et le pont de l'Europe), Meung-sur-Loire, Beaugency, Muides-sur-Loire, Blois (par le pont Jacques Gabriel), Candé-sur-Beuvron, Chaumont-sur-Loire, Amboise, Montlouis-sur-Loire et Tours.
À Tours, la véloroute bifurque en direction du sud, en tronc commun avec la véloroute de Saint-Jacques à Vélo (V41) en passant par la gare SNCF (boulevard Heurteloup) et l'avenue de Grammont. L'EV 3 se sépare de la Loire à Vélo au niveau du parc Honoré de Balzac, le long du Cher, puis continue au sud vers le plateau de la Gâtine tourangelle, par Saint-Avertin, Veigné et Sainte-Maure-de-Touraine. À Nouâtre, la véloroute rejoint la vallée de la Vienne et la longe en direction de Châtellerault.

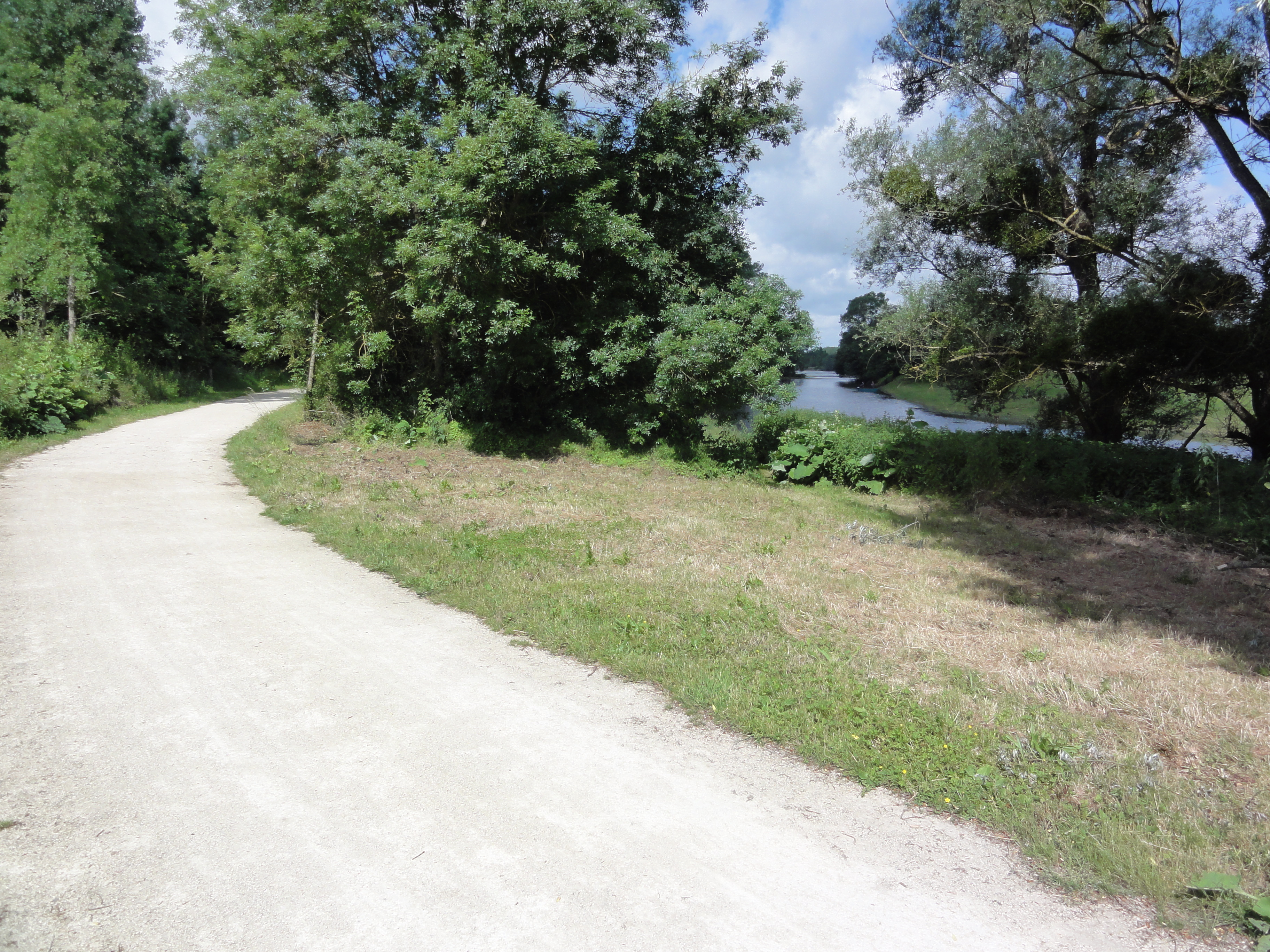
La Loire à Vélo à Candé-sur-Beuvron
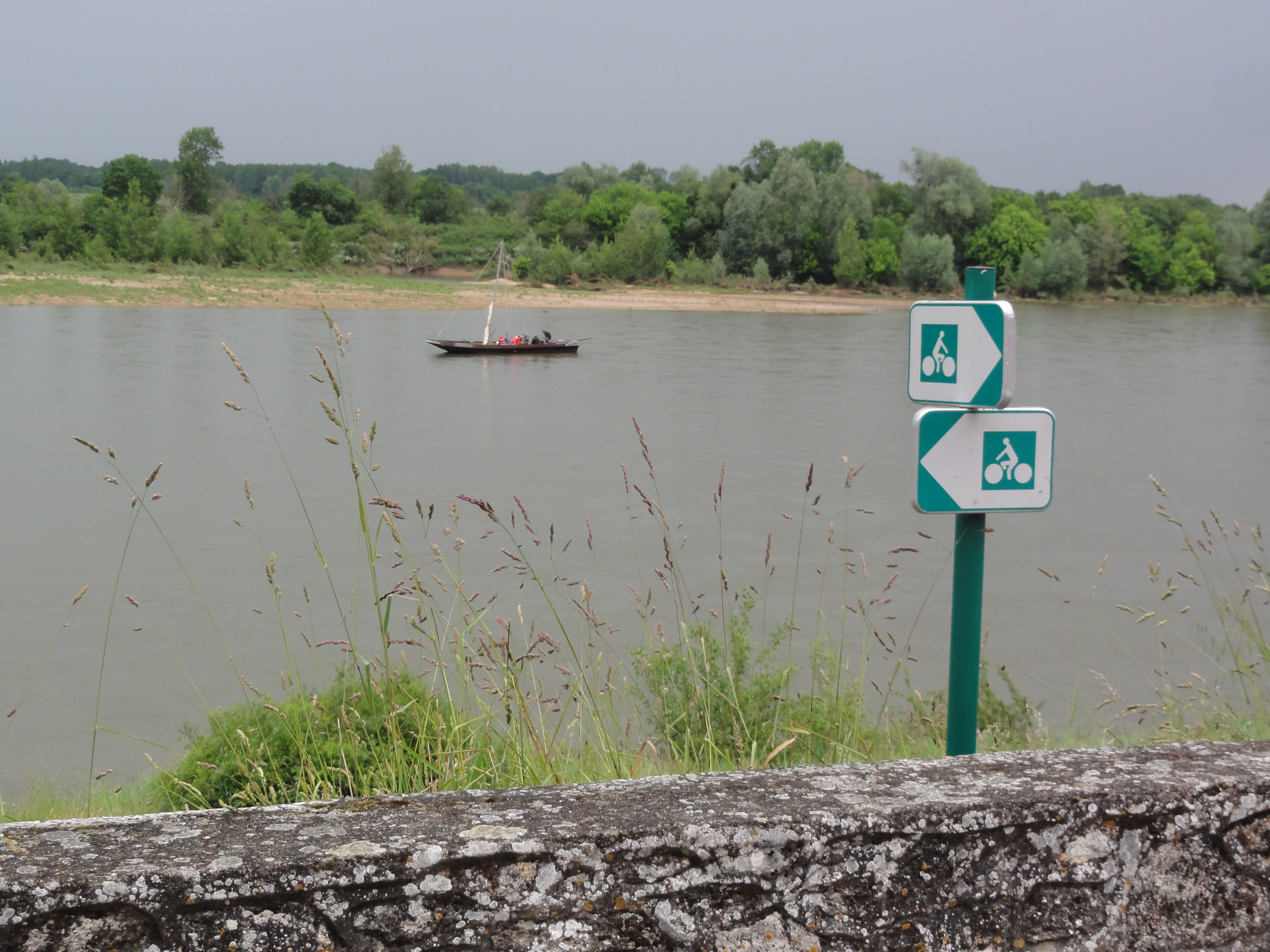
La Loire à Vélo à Saint-Dyé-sur-Loire
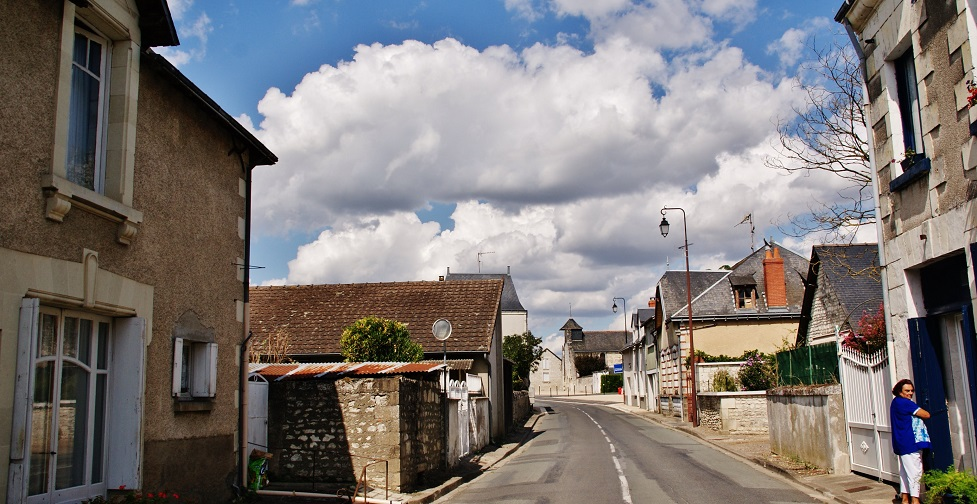
Traversée de Ports-sur-Vienne

| Tronçon                                  | Coordonnées départ          | Distance (km) | Type de voie  | Revêtement         |
| ---------------------------------------- | --------------------------- | ------------- | ------------- | ------------------ |
| Châlette-sur-Loing - Châtillon-Coligny   | 48° 01′ 37″ N, 2° 43′ 19″ E | 27,7          | Voie verte    | Enrobé             |
| Châtillon-Coligny - Briare               | 47° 49′ 20″ N, 2° 50′ 32″ E | 32,2          | Voie verte    | Enrobé - Stabilisé |
| Briaire - Sully-sur-Loire                | 47° 37′ 59″ N, 2° 44′ 22″ E | 40,7          | Voie partagée | Enrobé - Stabilisé |
| Sully-sur-Loire - Orléans                | 47° 46′ 05″ N, 2° 22′ 26″ E | 50,1          | Voie verte    | Enrobé - Stabilisé |
| Orléans - Muides-sur-Loire               | 47° 53′ 53″ N, 1° 54′ 15″ E | 46            | Voie partagée | Enrobé - Stabilisé |
| Muides-sur-Loire - Blois                 | 47° 40′ 42″ N, 1° 31′ 26″ E | 18,6          | Voie partagée | Enrobé             |
| Blois - Chaumont-sur-Loire               | 47° 35′ 10″ N, 1° 20′ 10″ E | 23,2          | Voie partagée | Enrobé             |
| Chaumont-sur-Loire - Amboise             | 47° 28′ 47″ N, 1° 10′ 48″ E | 19,6          | Voie partagée | Enrobé             |
| Amboise - Tours                          | 47° 24′ 46″ N, 0° 59′ 04″ E | 30,8          | Voie verte    | Enrobé             |
| Tours - Sainte-Maure-de-Touraine         | 47° 23′ 24″ N, 0° 41′ 20″ E | 40,1          | Voie partagée | Enrobé             |
| Sainte-Maure-de-Touraine - Châtellerault | 47° 06′ 49″ N, 0° 37′ 18″ E | 42,3          | Voie partagée | Enrobé             |

#### Nouvelle-Aquitaine
L'EV 3 traverse la région Nouvelle-Aquitaine du nord au sud sur 926 km. Au départ de Châtellerault, la véloroute ouverte en 2018, longe la vallée de la Vienne en passant par Cénon-sur-Vienne (début de la véloroute « La Vienne à vélo ») , Vouneuil-sur-Vienne, Bonneuil-Matours, Chauvigny, Valdivienne, Civaux et sa centrale nucléaire et Mazerolles. A Lussac-les-Châteaux, l'itinéraire peut emprunter l'ancienne ligne de chemin de fer de Lussac à Saint-Saviol. Elle traverse notamment par L'Isle-Jourdain. Ensuite l'itinéraire continue vers Confolens, Ansac-sur-Vienne et Exideuil-sur-Vienne, où la véloroute quitte la vallée de la Vienne. Après Saint-Quentin-sur-Charente, l'EV 3 passe près des lacs de Lavaud et du Mas Chaband, et poursuit à Montbrond jusqu'à Marthon.
De Marthon, elle emprunte l'ancienne ligne de chemin de fer du Quéroy-Pranzac à Thiviers en tronc commun avec La Flow Vélo (V92 du schéma national) jusqu'au Quéroy, avant d'atteindre Angoulême. L'EuroVelo 3 rejoint la Charente à Saint-Yreix-sur-Charente puis entre dans Angoulême en empruntant la Coulée Verte jusqu'à Fléac. L'itinéraire bifurque alors pour rejoindre Châteauneuf-sur-Charente.
De là, la véloroute quitte la Flow Vélo pour se diriger plein sud en utilisant la plateforme de l'ancienne ligne de Châteauneuf-sur-Charente à Saint-Mariens - Saint-Yzan de Saint-Médard en Charente à Clérac en Charente-Maritime. Elle passe alors par Barbezieux-Saint-Hilaire et Baignes-Sainte-Radegonde.
Après Clérac, l'EV 3 rejoint Guîtres, Libourne, Saint-Émilion, Branne (ou elle traverse la Dordogne) et Daignac. Depuis cette commune, elle fait tronc commun avec la piste Roger Lapébie (V80), aménagée dans les années 2000 sur l'ancienne ligne de chemin de fer de Bordeaux-Benauge à La Sauvetat-du-Dropt, en direction de Créon. Elle rejoint ensuite la Garonne à hauteur de Latresne, pour la longer en rive droite jusqu'au pont de pierre de Bordeaux.
L'EV 3 traverse le quartier de la gare Saint-Jean puis les villes de banlieues de Bègles, Villenave-d'Ornon et Gradignan, pour rejoindre La Brède. Puis elle utilise la Voie Verte La Brède-Hostens et celle entre Hostens et Bazas, en tronc commun avec la V41 du schéma national.
De Bazas, l'itinéraire rejoint la véloroute « Le Canal des Deux Mers à vélo » (V80), à Castillon-de-Castets, qui emprunte le chemin de halage du canal latéral à la Garonne sur près de 58 km jusqu'à Vianne, en traversant les communes de Fontet, Le Mas d’Agenais, Damazan et Buzet-sur-Baïse. Ensuite la voie se dirige plein sud en région de l’Albret par Barbaste (début de la véloroute de la Vallée de la Baïse), Mézin et Sos. À Gabarret, l'EV 3 utilise la voie Verte du Marsan et de l'Armagnac, aménagé sur l'ancienne ligne de chemin de fer de Nérac à Mont-de-Marsan, et traverse les villes de Barbotan-les-Thermes, Villeneuve-de-Marsan et Mont-de-Marsan.
Après cette préfecture, la Scandibérique rejoint Dax via Tartas, en tronc commun avec la véloroute Metz - Estérençuby (V56) en traversant en partie la forêt des Landes. Puis elle longe l'Adour vers Saubusse puis Urt, ou elle rejoint la véloroute du Piémont Pyrénéen (V81) ou elle fera route commune jusqu'à Escos, en longeant la Bidouze.
Pour la section finale jusqu'à la frontière espagnole, la veloroute emprunte successivement les anciennes lignes de chemin de fer de Puyoô à Mauléon (jusqu'à Autevielle) et d'Autevielle à Saint-Palais, puis en voie partagé jusqu'à Saint-Jean-Pied-de-Port et la frontière au Col d’Orgambidé à Roncevaux.

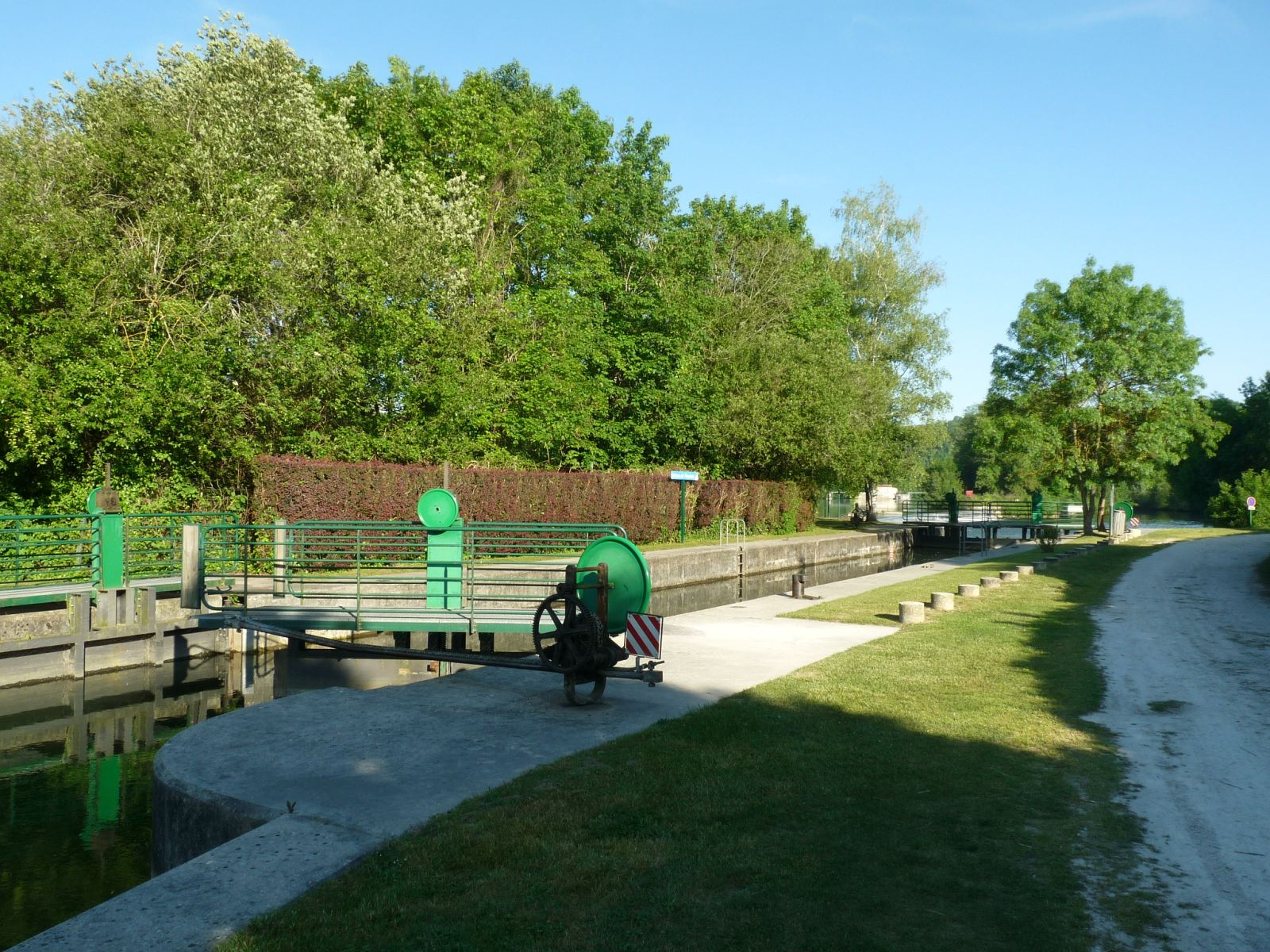
La Coulée Verte à Fléac
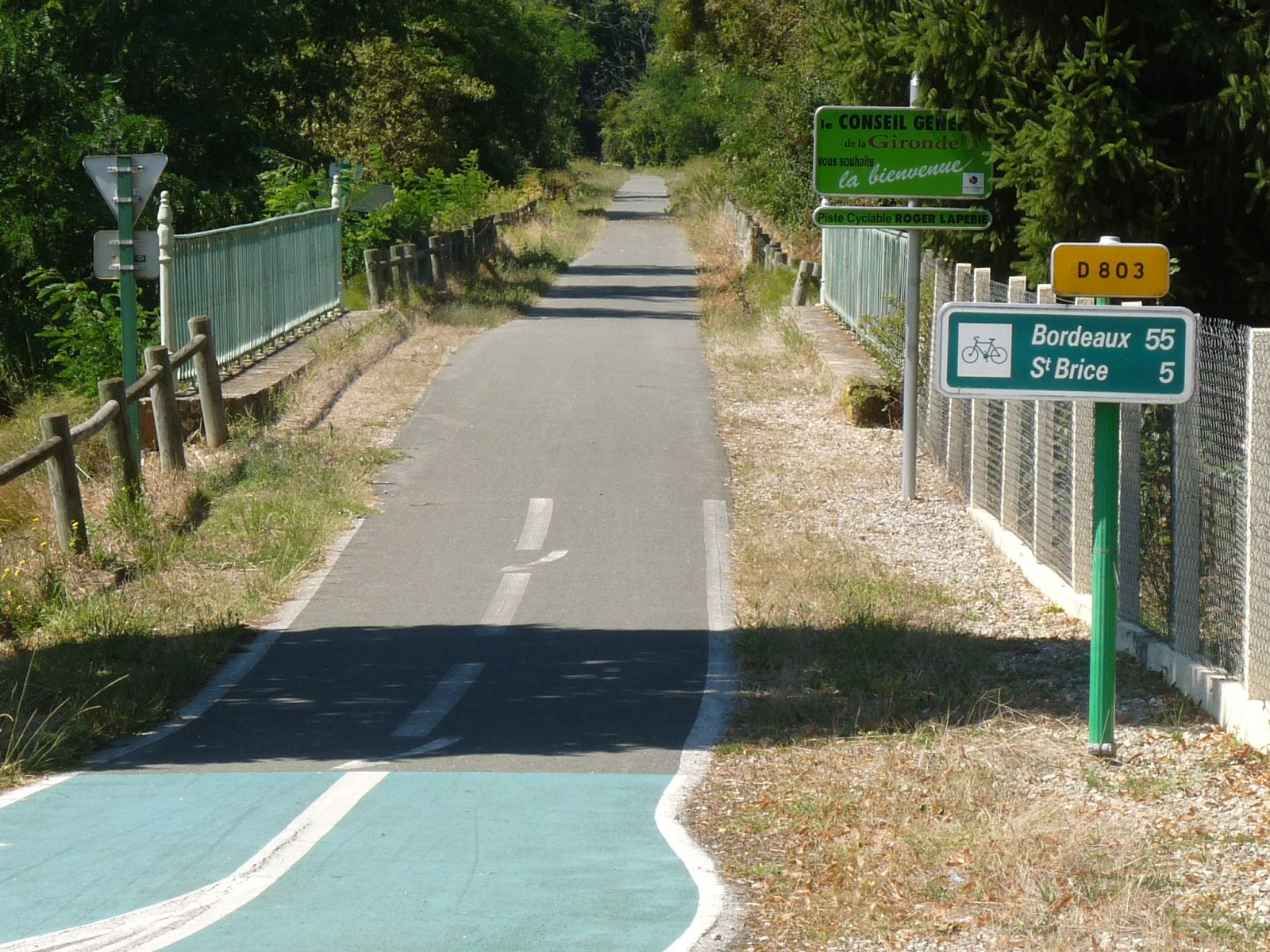
Voie verte Roger-Lapébie en Gironde.
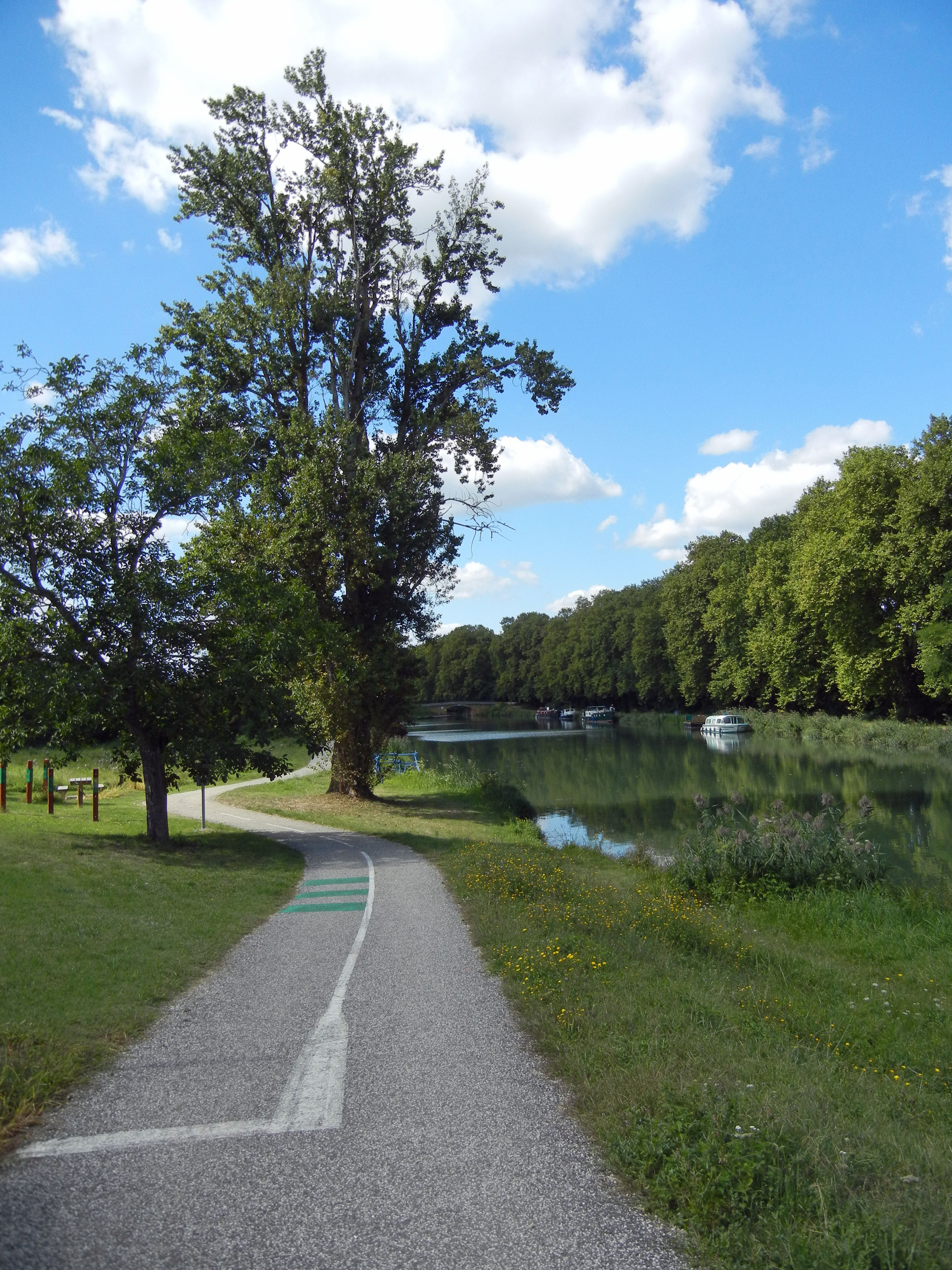
Véloroute du Canal des Deux Mers à vélo à Fontet
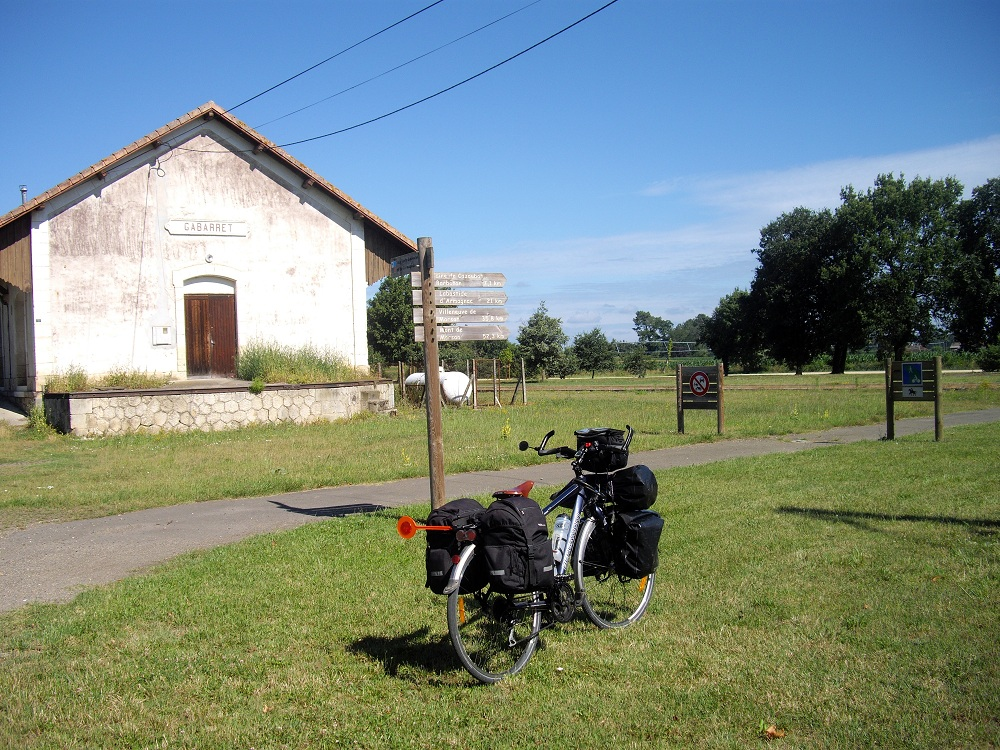
La voie verte du Marsan et de l'Armagnac à Gabarret

| Tronçon                                       | Coordonnées départ                                                | Distance (km) | Type de voie  | Revêtement         |
| --------------------------------------------- | ----------------------------------------------------------------- | ------------- | ------------- | ------------------ |
| Châtellerault - Chauvigny                     | 46° 49′ 00″ N, 0° 32′ 18″ E                                       | 35,5          | Voie partagée | Enrobé             |
| Chauvigny - Mazerolles                        | 46° 34′ 09″ N, 0° 38′ 24″ E                                       | 21,5          | Voie partagée | Enrobé - Stabilisé |
| Mazerolles - Ansac-sur-Vienne                 | 46° 24′ 16″ N, 0° 42′ 03″ E                                       | 56,4          | Voie partagée | Enrobé - Stabilisé |
| Ansac-sur-Vienne - Saint-Quentin-sur-Charente | 45° 59′ 38″ N, 0° 38′ 46″ O                                       | 21,2          | Voie partagée | Enrobé             |
| Saint-Quentin-sur-Charente - Marthon          | 45° 50′ 16″ N, 0° 40′ 12″ E                                       | 48,1          | Voie partagée | Enrobé - Stabilisé |
| Marthon - Angoulême                           | 45° 37′ 04″ N, 0° 26′ 41″ E                                       | 32,4          | Voie Verte    | Enrobé             |
| Angoulême - Châteauneuf-sur-Charente          | 45° 39′ 46″ N, 0° 09′ 31″ E                                       | 27,5          | Voie partagée | Chemin de terre    |
| Châteauneuf-sur-Charente - Reignac            | 45° 35′ 33″ N, 0° 03′ 08″ O                                       | 25,2          | Voie partagée | Divers             |
| Reignac - Chevanceaux                         | 45° 25′ 11″ N, 0° 10′ 48″ O                                       | 14,5          | Voie verte    | Enrobé             |
| Chevanceaux - Guîtres                         | 45° 17′ 42″ N, 0° 14′ 17″ O                                       | 34,7          | Voie verte    | Enrobé             |
| Guîtres - Libourne                            | 45° 02′ 30″ N, 0° 11′ 08″ O                                       | 25,2          | Voie verte    | Enrobé             |
| Libourne - Daignac                            | 44° 54′ 46″ N, 0° 14′ 45″ O                                       | 24,1          | Voie partagée | Enrobé             |
| Daignac - Bordeaux                            | 44° 47′ 20″ N, 0° 12′ 58″ O                                       | 35,7          | Voie verte    | Enrobé             |
| Bordeaux - La Brède                           | 44° 50′ 13″ N, 0° 33′ 55″ O                                       | 29,9          | Voie partagée | Enrobé             |
| La Brède - Hostens                            | 44° 40′ 40″ N, 0° 31′ 33″ O                                       | 26            | Voie verte    | Enrobé             |
| Hostens - Saint-Symphorien                    | 44° 29′ 28″ N, 0° 38′ 23″ O                                       | 16,3          | Voie verte    | Enrobé             |
| Saint-Symphorien - Le Nizan                   | 44° 25′ 44″ N, 0° 28′ 57″ O                                       | 17            | Voie verte    | Enrobé             |
| Le Nizan - Bazas                              | 44° 27′ 45″ N, 0° 17′ 31″ O                                       | 6,8           | Voie verte    | Enrobé             |
| Bazas - Fontet                                | 44° 26′ 30″ N, 0° 13′ 07″ O                                       | 29,2          | Voie partagée | Enrobé             |
| Fontet - Vianne                               | 44° 33′ 42″ N, 0° 02′ 18″ O                                       | 50,6          | Voie verte    | Enrobé             |
| Vianne - Mézin                                | 44° 27′ 45″ N, 0° 17′ 31″ O                                       | 31,3          | Voie partagée | Enrobé             |
| Mézin - Barbotan-les-Thermes                  | 44° 03′ 23″ N, 0° 15′ 24″ E                                       | 32,7          | Voie partagée | Enrobé             |
| Barbotan-les-Thermes - Mont-de-Marsan         | 43° 57′ 11″ N, 0° 02′ 45″ O                                       | 47            | Voie verte    | Enrobé             |
| Mont-de-Marsan - Tartas                       | 43° 53′ 12″ N, 0° 29′ 16″ O                                       | 32,2          | Voie partagée | Enrobé             |
| Tartas - Dax                                  | 43° 49′ 59″ N, 0° 48′ 25″ O                                       | 35,1          | Voie partagée | Enrobé             |
| Dax - Saubusse                                | 43° 42′ 43″ N, 1° 03′ 12″ O                                       | 26            | Voie partagée | Enrobé             |
| Saubusse - Urt                                | 43° 39′ 20″ N, 1° 11′ 16″ O                                       | 29            | Voie partagée | Enrobé             |
| Urt - Escos                                   | 43° 49′ 59″ N, 0° 48′ 25″ O                                       | 39,1          | Voie partagée | Enrobé             |
| Escos - Saint-Palais                          | 43° 26′ 51″ N, 0° 59′ 40″ O                                       | 16,5          | Voie partagée | Enrobé             |
| Saint-Palais - Saint-Jean-Pied-de-Port        | 43° 19′ 38″ N, 1° 01′ 57″ O                                       | 37,4          | Voie partagée | Enrobé             |
| Saint-Jean-Pied-de-Port - Estérençuby         | 43° 09′ 44″ N, 1° 14′ 14″ O Arrivée : 43° 06′ 17″ N, 1° 12′ 49″ O | 21,5          | Voie partagée | Enrobé             |

### Espagne
L'EuroVelo 3 suit de près le Camino francés fréquenté pour le pèlerinage de Saint-Jacques-de-Compostelle.
Après la frontière avec la France, l'EV 3 rejoint l'EuroVelo 1 à Zubiri. À partir de cette localité, les deux véloroutes feront tronc commun jusqu'à Frómista en traversant les villes de Pampelune, Logroño et Burgos. Puis l'itinéraire continue vers León, Ponferrada, Sarria, Melide, Arzúa pour terminer à Saint-Jacques-de-Compostelle.